# Harry von Bülow-Bothkamp
Harry von Bülow-Bothkamp, né le 19 novembre 1897 à Bothkamp et mort le 27 février 1976 à Kirchbarkau, est un noble et pilote de chasse allemand.
Il est crédité de 6 victoires pendant la Première Guerre mondiale, puis de 12 victoires supplémentaires pendant la Seconde Guerre mondiale.
Il est le frère de l'as allemand Walter von Bülow-Bothkamp.

## Biographie
Le 26 septembre 1914, il s'engage comme volontaire de guerre dans le 18e régiment de hussards de l'armée saxonne à Großenhain, est envoyé sur le front ouest début 1915 et participe à des combats de position en Champagne.
Pendant l'entre-deux-guerres, il crée, avec un autre as de la Première Guerre mondiale Paul Bäumer, une société à Hambourg qui durera jusqu'à la mort de ce dernier en 1927.